# مطار سيليبابي
مطار سيليبابي (بالإنجليزية: Sélibaby Airport)‏ (إياتا: SEY، إيكاو: GQNS)، هو مطار داخلي يقع في أقصى جنوب موريتانيا، ويخدم مدينة سيليبابي. مزود بمحطة جوية تبلغ مساحتها 330 متر مربع، أما قدرة المطار الاستعابية فتبلغ 15 الف مسافر في السنة

## تاريخ
أنشئ المطار عام 2001